# Santa Maria in Trivio
De Santa Maria in Trivio is een kleine kerk aan de Piazza dei Crociferi in Rome. Het gebouw geldt als een bijzonder voorbeeld van barokke schijnarchitectuur.

## Geschiedenis
De eerste kerk op deze locatie werd al in de 6e eeuw gebouwd door de Byzantijnse generaal Belisarius, die boete wilde doen nadat hij Paus Silverius uit de stad had verbannen.
De huidige barokke kerk is van architect Jacopa del Duca en werd gebouwd tussen 1570 en 1575 tijdens het pontificaat van Paus Gregorius XIII. In 1675 werd de kerk aan de monniken van het Broederschap der Zieken geschonken en werd het de eerste kerk in Rome die aan de onbevlekte maagd Maria werd gewijd. In de 19e eeuw onder Paus Pius IX ging de kerk over naar de Missionarissen van het waardevolste Bloed, die de kerk tot op heden gebruiken.

## Het gebouw

### Exterieur
De façade heeft drie verdiepingen, waarvan de onderste door pilasters met Ionische kapitelen wordt gescheiden in drie delen. De centrale toegang wordt geflankeerd door twee rechthoekige valse ramen. De verdieping daarboven heeft drie rechthoekige ramen en in de bovenste verdieping is een grote nis. De verdieping wordt gekroond door een driehoekig fronton, dat wordt gesierd door drie urnen. Op de hoeken van de gevel staan twee gebeeldhouwde obelisken. De gehele voorgevel lijkt direct tegen het achterliggende huis te zijn gebouwd, waar het provincialaat van de kloosterorde zetelt. Het wapen van Paus Alexander VII werd in 1667 boven de deur geplaatst.

### Interieur
De kerk bestaat uit een enkel schip, met vier kapellen aan iedere kant. Het plafond in trompe-l'oeil is in 1670 geschilderd door Antonio Gherardi, met scènes van de Opdracht in de Tempel, de Tenhemelopneming en de besnijdenis van Jezus. Boven het altaar hangt een 15e-eeuws schilderij in Byzantijnse stijl van de Heilige Maria met Kind. Het orgel achter het altaar stamt uit de 18e eeuw.
De oprichter van de Missionarissen van het waardevolste Bloed, Gaspare del Bufalo (1786-1837), ligt begraven onder het altaar in een van de kapellen.